# 4-Stunden-Rennen von Abu Dhabi 2024, 2. Rennen

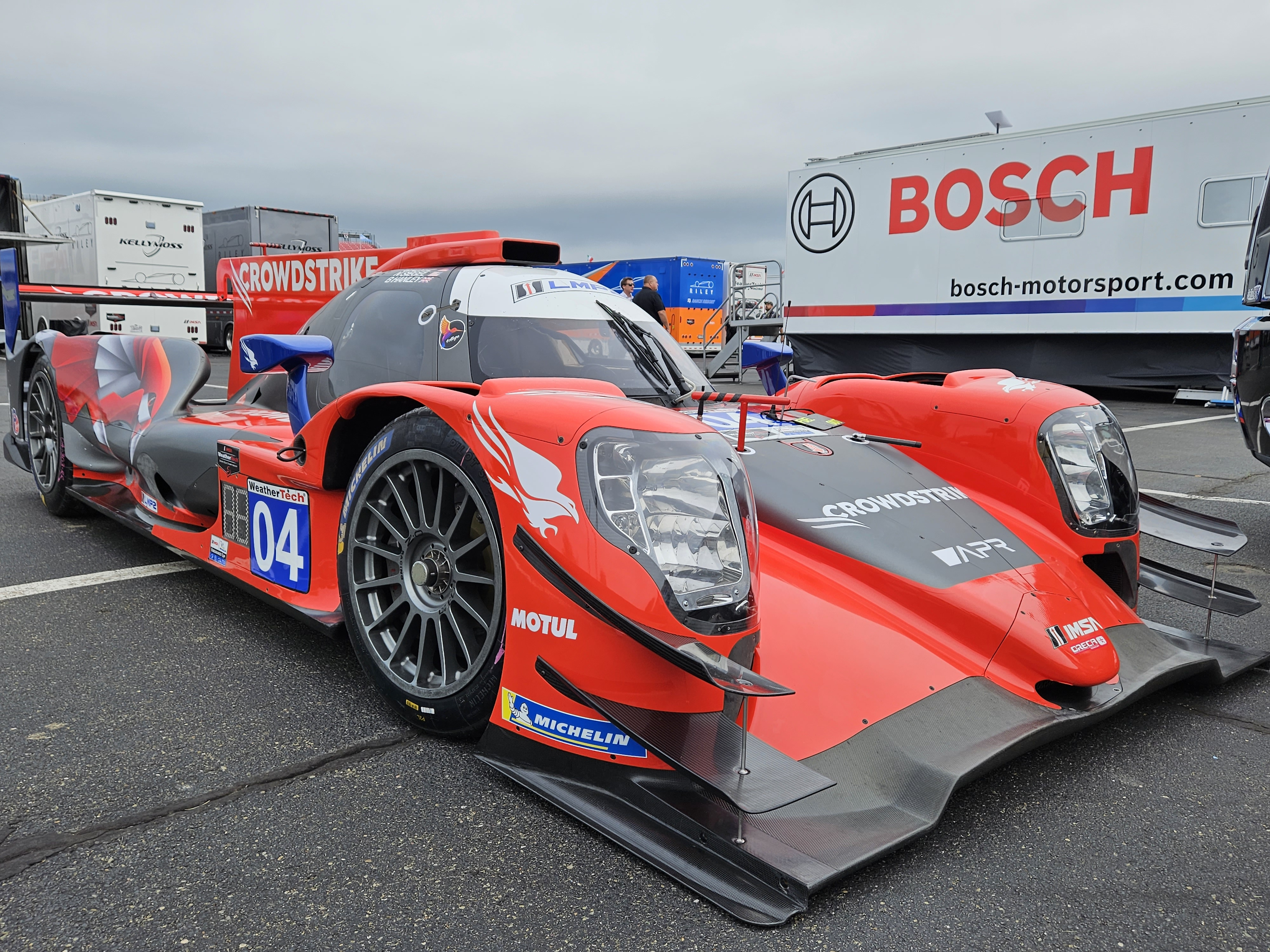
Gesamtsieger-Rennwagen der Asian Le Mans Series 2024; CrowdStrike-Racing-Oreca 07

Das 4-Stunden-Rennen von Abu Dhabi 2024, 2. Rennen, auch Asian Le Mans Series, 4 hours of Abu Dhabi, fand am 11. Februar auf dem Yas Marina Circuit statt und war der fünfte und letzte Wertungslauf der Asian Le Mans Series dieses Jahres.

## Das Rennen
Der fünfte Gesamtrang beim zweiten Wertungslauf auf dem Yas Marina Circuit innerhalb von zwei Tagen reichte George Kurtz, Colin Braun und Malthe Jakobsen zum Gewinn der Fahrerwertung der Asian Le Mans Series 2024. Das Einsatzteam CrowdStrike Racing by APR gewann die Teamwertung. Die LMP3-Klasse endete mit dem Saisonerfolg von James Winslow und Alexander Bukhantsov im Ligier JS P320. In der GT-Klasse siegten Alex Malykhin, Klaus Bachler und Joel Sturm im Porsche 911 GT3 R (992).
Das Rennen gewannen Chris McMurry, Freddie Tomlinson und Toby Sowery im Oreca 07.

## Ergebnisse

### Schlussklassement
| 1           | LMP2 | 25 | Algarve Pro Racing            | Chris McMurry Freddie Tomlinson Toby Sowery              | Oreca 07                      | 90 |
| 2           | LMP2 | 22 | Proton Competition            | Giorgio Roda Julien Andlauer René Binder                 | Oreca 07                      | 90 |
| 3           | LMP2 | 30 | Duqueine Team                 | John Falb Carl Wattana Bennett Jean-Baptiste Simmenauer  | Oreca 07                      | 90 |
| 4           | LMP2 | 3  | DKR Engineering               | Alexander Mattschull Tom Dillmann Laurents Hörr          | Oreca 07                      | 90 |
| 5           | LMP2 | 4  | CrowdStrike Racing by APR     | George Kurtz Colin Braun Malthe Jakobsen                 | Oreca 07                      | 89 |
| 6           | LMP2 | 90 | TF Sport                      | Salih Yoluç Michael Dinan Charlie Eastwood               | Oreca 07                      | 89 |
| 7           | LMP2 | 24 | Nielsen Racing                | Ian Loggie Alex García Ferdinand von Habsburg            | Oreca 07                      | 89 |
| 8           | LMP2 | 44 | ARC Bratislava                | Miroslav Konôpka Mathias Beche Jonas Ried                | Oreca 07                      | 89 |
| 9           | LMP2 | 34 | Nielsen Racing                | Blake McDonald Patrick Liddy Matthew Bell                | Oreca 07                      | 89 |
| 10          | LMP2 | 47 | COOL Racing                   | Alexandre Coigny ---- Vladislav Lomko Lorenzo Fluxá      | Oreca 07                      | 88 |
| 11          | LMP2 | 99 | 99 Racing                     | Ahmad Al Harthy Filipe Albuquerque Louis Delétraz        | Oreca 07                      | 88 |
| 12          | LMP2 | 83 | AF Corse                      | François Perrodo Matthieu Vaxivière Alessio Rovera       | Oreca 07                      | 86 |
| 13          | LMP3 | 26 | Bretton Racing                | Dan Skočdopole Julien Gerbi Mihnea Stefan                | Ligier JS P320                | 86 |
| 14          | LMP3 | 17 | COOL Racing                   | James Winslow Alexander Bukhantsov Manuel Espirito Santo | Ligier JS P320                | 86 |
| 15          | LMP3 | 2  | CD Sport                      | Michael Jensen Nick Adcock Fabien Lavergne               | Ligier JS P320                | 85 |
| 16          | LMP3 | 20 | High Class Racing             | Auðunn Guðmundsson Anders Fjordbach Seth Lucas           | Ligier JS P320                | 85 |
| 17          | GT   | 88 | Triple Eight Race Engineering | Jefri Ibrahim Jordan Love Luca Stolz                     | Mercedes-AMG GT3 Evo          | 84 |
| 18          | GT   | 91 | Pure Rxcing                   | Alex Malykhin Klaus Bachler Joel Sturm                   | Porsche 911 GT3 R (992)       | 84 |
| 19          | GT   | 95 | TF Sport                      | John Hartshorne Ben Tuck Jonny Adam                      | Aston Martin Vantage AMR GT3  | 84 |
| 20          | GT   | 42 | Saintéloc Racing              | Christopher Haase Gilles Magnus Alban Varutti            | Audi R8 LMS Evo II            | 84 |
| 21          | GT   | 21 | AF Corse                      | Simon Mann François Hériau Davide Rigon                  | Ferrari 296 GT3               | 84 |
| 22          | GT   | 82 | AF Corse                      | Charles-Henri Samani Emmanuel Collard Kei Cozzolino      | Ferrari 296 GT3               | 84 |
| 23          | GT   | 19 | Leipert Motorsport            | Gabriel Rindone Brendon Leitch Marco Mapelli             | Lamborghini Huracán GT3 Evo 2 | 84 |
| 24          | GT   | 7  | Al Manar Racing by GetSpeed   | Al Faisal Al Zubair Anthony Liu Fabian Schiller          | Mercedes-AMG GT3 Evo          | 83 |
| 25          | GT   | 66 | Attempto Racing               | Dylan Pereira Alex Aka ---- Andrey Mukovoz               | Audi R8 LMS Evo II            | 83 |
| 26          | GT   | 33 | Herberth Motorsport           | Antares Au Morris Schuring Laurin Heinrich               | Porsche 911 GT3 R (992)       | 83 |
| 27          | GT   | 69 | Optimum Motorsport            | Sam De Haan James Cottingham Tom Gamble                  | McLaren 720S GT3 Evo          | 83 |
| 28          | GT   | 98 | Dragon Racing                 | Rui Andrade Nicola Marinangelii Marco Pulcini            | Ferrari 296 GT3               | 83 |
| 29          | GT   | 77 | D'Station Racing              | Satoshi Hoshino Tomonobu Fujii Casper Stevenson          | Aston Martin Vantage AMR GT3  | 83 |
| 30          | GT   | 27 | Optimum Motorsport            | Mark Radcliffe Rob Bell Ollie Millroy                    | McLaren 720S GT3 Evo          | 83 |
| 31          | GT   | 93 | Team Project 1                | Darren Leung Christian Bogle Dan Harper                  | BMW M4 GT3                    | 83 |
| 32          | GT   | 11 | Attempto Racing               | ---- Alexey Nesov ---- Sergey Titarenko Ilya Gorbatsky   | Audi R8 LMS Evo II            | 82 |
| 33          | GT   | 84 | EBM                           | Adrian D’Silva Kerong Li Earl Bamber                     | Porsche 911 GT3 R (992)       | 82 |
| 34          | LMP3 | 65 | Viper Niza Racing             | Douglas Khoo Dominic Ang                                 | Ligier JS P320                | 82 |
| 35          | GT   | 18 | Huber Motorsport              | Stanislav Minsky Jannes Fittje Dorian Boccolacci         | Porsche 911 GT3 R (992)       | 82 |
| Ausgefallen |      |    |                               |                                                          |                               |    |
| 36          | GT   | 75 | Team Motopark                 | Lukas Dunner Heiko Neumann Morten Strømsted              | Mercedes-AMG GT3 Evo          | 57 |
| 37          | LMP2 | 55 | Proton Competition            | P. J. Hyett Harry Tincknell Paul-Loup Chatin             | Oreca 07                      | 20 |
| 38          | GT   | 8  | EBM                           | Setiawan Santoso Tanart Sathienthirakul Bastian Buus     | Porsche 911 GT3 R (992)       | 19 |
| 39          | LMP3 | 58 | GG Classic Cars               | Fraser Ross George Nakas                                 | Ligier JS P320                | 1  |
| 40          | GT   | 9  | GetSpeed                      | Anthony Bartone Aaron Walker Martin Konrad               | Mercedes-AMG GT3 Evo          | 1  |

### Nur in der Meldeliste
Hier finden sich Teams, Fahrer und Fahrzeuge, die ursprünglich für das Rennen gemeldet waren, aber aus den unterschiedlichsten Gründen daran nicht teilnahmen.
| Pos. | Klasse | Nr. | Team      | Fahrer                                   | Chassis         |
| ---- | ------ | --- | --------- | ---------------------------------------- | --------------- |
| 41   | GT     | 86  | GR Racing | Mike Wainwright Ben Barker Riccardo Pera | Ferrari 296 GT3 |

### Klassensieger
| Klasse | Fahrer         | Fahrer            | Fahrer        | Fahrzeug             | Platzierung im Gesamtklassement |
| ------ | -------------- | ----------------- | ------------- | -------------------- | ------------------------------- |
| LMP2   | Chris McMurry  | Freddie Tomlinson | Toby Sowery   | Oreca 07             | Gesamtsieg                      |
| LMP3   | Dan Skočdopole | Julien Gerbi      | Mihnea Stefan | Ligier JS P320       | Rang 13                         |
| GT     | Jefri Ibrahim  | Jordan Love       | Luca Stolz    | Mercedes-AMG GT3 Evo | Rang 17                         |

### Renndaten
- Gemeldet: 41
- Gestartet: 40
- Gewertet: 35
- Rennklassen: 3
- Zuschauer: unbekannt
- Wetter am Renntag: warm und trocken
- Streckenlänge: 5,281 km
- Fahrzeit des Siegerteams: 4:00:40,166 Stunden
- Gesamtrunden des Siegerteams: 90
- Gesamtdistanz des Siegerteams: 475,290 km
- Siegerschnitt: unbekannt
- Pole Position: Ahmad Al Harthy – Oreca 07 (#99) – 1:41,313
- Schnellste Rennrunde: Julien Andlauer – Oreca 07 (#22) – 1:41,697
- Rennserie: 5. Lauf zur Asian Le Mans Series 2024